# Бейнбридж, Берил
Дама Бе́рил Ма́ргарет Бе́йнбридж (англ. Beryl Margaret Bainbridge, 21 ноября 1932, Ливерпуль — 2 июля 2010, Лондон) — английская писательница и сценаристка. Пять раз номинировалась на Букеровскую премию. В 2007 году Шарлотта Хиггинс назвала её национальным достоянием. В 2008 году газета The Times включила Бейнбридж в список «10 величайших британских писателей».

## Биография
Родилась в Ливерпуле в семье Ричарда Бейнбриджа и Уинифред Бейнс. Несмотря на то, что Бейнбридж указывала своей датой рождения 21 ноября 1934 года, она родилась в 1932 году, и её рождение было зарегистрировано в первом квартале 1933 года . Когда бывший немецкий военнопленный Гарри Арно Франц писал ей в ноябре 1947 года, он упомянул её возраст: ей было 15.
Бейнбридж нравилось писать, и к 10 годам она уже вела дневник. Посещала уроки ораторского искусства. В возрасте 11 лет она появилась в радиошоу Northern Children’s Hour вместе с Билли Уайтлоу и Джудит Чалмерс. Бейнбридж исключили из школы для девочек Мерчанта Тейлора (Кросби), так как в кармане её спортивной формы обнаружили непристойную записку, написанную кем-то другим. Бейнбридж перешла в школу Кон-Рипмана в Хартфордшире, где обнаружила интерес к истории, английскому языку и искусству. Летом, когда Бейнбридж окончила школу, она влюбилась в бывшего немецкого военнопленного, который ждал репатриации. В течение следующих шести лет они переписывались и пытались получить разрешение для немца вернуться в Великобританию, чтобы они могли пожениться. Но в разрешении было отказано, и их отношения закончились в 1953 году.
В 1954 году Бейнбридж вышла замуж за художника, Остина Дэвиса. В 1958 году она попыталась покончить с собой, засунув голову в газовую духовку. Вскоре брак распался и Бейнбридж осталась одна с двумя детьми. Она работала актрисой, снялась в одном из эпизодов телесериала «Улица Коронации». Позже Берил родила третьего ребёнка от писателя, Алана Шарпа; её дочь, Руди Дэвис, стала актрисой. Бейнбридж и Шарп не были женаты, но их отношения помогли ей прославиться в литературных кругах.
Чтобы занять свободное время, Берил начала писать, в основном вдохновляясь событиями своего детства. Её первый роман, Harriet Said…, был отвергнут несколькими издателями, один из которых нашёл главных героев «отталкивающими почти до невозможности». В конце концов книга была опубликована в 1972 году, через четыре года после её третьего романа Another Part of the Wood. Второй и третий романы Бейнбридж были опубликованы в 1967/68 годах и были хорошо приняты критиками, хотя и не принесли писательнице много денег. В 1970-е годы она написала и опубликовала ещё семь романов, из которых пятый, Injury Time, был удостоен премии Уайтбрида в 1977 году.
В конце 1970-х Бейнбридж написала сценарий по мотивам своего романа Sweet William. Фильм с Сэмом Уотерстоном в главной роли вышел на экраны в 1980 году.
С 1980 года вышло ещё восемь романов Бейнбридж. Роман 1989 года, Ужасно большое приключение, был экранизирован в 1995 году, в фильме снялись Алан Рикман и Хью Грант.
В 1990-е годы Бейнбридж обратилась к исторической фантастике. Её книги продолжали пользоваться популярностью у критиков и были коммерчески успешны. Среди её исторических фантастических романов — Every Man for Himself, о катастрофе Титаника в 1912 году, за которую Бейнбридж получила премию Уайтбрид в 1996 году за лучший роман, и Master Georgie, действие которого происходит во время Крымской войны, за которую она получила Мемориальную премию Джеймса Тейта Блэка за художественную литературу в 1998 году. Её последний роман, According to Queeney, представляет собой художественный рассказ о последних годах жизни Сэмюэла Джонсона, увиденный глазами Куини Трейл, старшей дочери Генри и Эстер Трейл. Критики назвали его высокоинтеллектуальным, утончённым и занимательным.
С 1990-х годов Бейнбридж также работала театральным критиком в ежемесячном журнале The Oldie. Её комментарии редко были негативными.
В 2000 году она была награждена Орденом Британской империи. В июне 2001 года Бейнбридж была удостоена почетной степенью доктора наук Открытого университета. В 2003 году она была удостоена премии Дэвида Коэна за литературу вместе с Томом Ганном. В 2005 году Британская библиотека приобрела многие личные письма и дневники Бейнбридж. В 2011 году она была посмертно удостоена особой чести комитетом Букеровской премии Марк Нопфлер включил в свой альбом Tracker 2015 года песню под названием Beryl, посвященную Бейнбридж и её посмертной награде.

## Последние годы

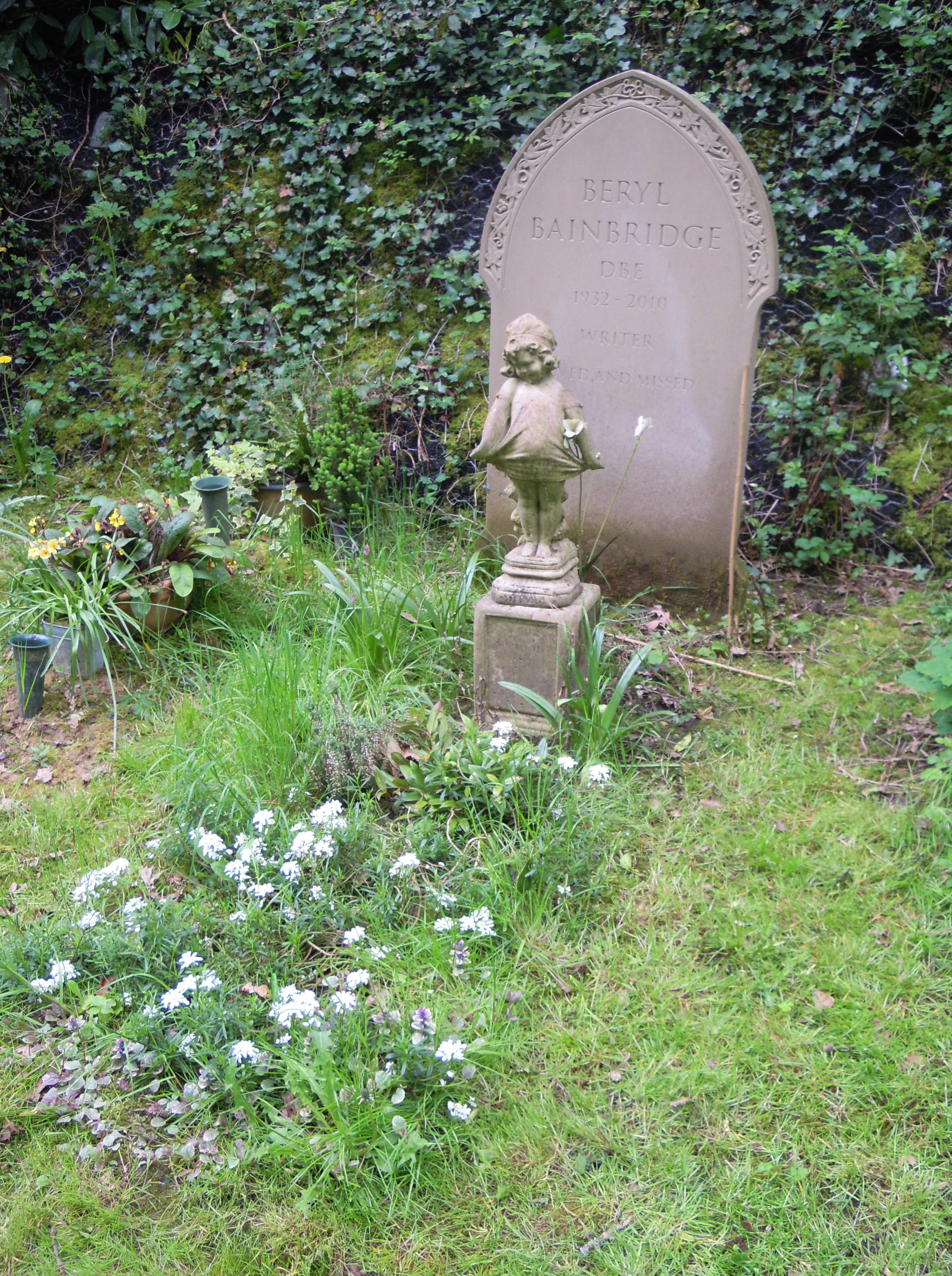
Могила Берил Бейнбридж

В 2003 году внук Бейнбридж, Чарли Рассел, начал снимать документальный фильм «Последний год Берил» о её жизни. Он подробно описывал её воспитание и попытки написать роман «Дорогой Брут», который позже стал называться «Девушка в платье в горошек». Фильм был показан в Великобритании 2 июня 2007 года на канале BBC Four. В 2009 году Бейнбридж пожертвовала рассказ Goodnight Children, Everywhere проекту Oxfam Ox-Tales, четырём сборникам британских историй, написанных 38 авторами.
Бейнбридж скончалась от рака 2 июля 2010 года в возрасте 77 лет в лондонской больнице. Путаница с её годом рождения привела к тому, что в некоторых сообщениях её возраст на момент смерти указывался как 75 лет. Бейнбридж похоронена на Хайгейтском кладбище.

## Книги

### Романы
- 1967 — A Weekend with Claud
- 1968 — Another Part of the Wood
- 1972 — Harriet Said…
- 1973 — The Dressmaker
- 1974 — The Bottle Factory Outing
- 1975 — Sweet William
- 1976 — A Quiet Life
- 1977 — Injury Time
- 1978 — Young Adolf
- 1979 — Another Part of the Wood (revised edition)
- 1980 — Winter Garden
- 1981 — A Weekend with Claude (revised edition)
- 1984 — English Journey
- 1984 — Watson’s Apology
- 1989 — An Awfully Big Adventure/ Грандиозное приключение
- 1991 — The Birthday Boys
- 1996 — Every Man for Himself
- 1998 — Master Georgie/ Мастер Джорджи[англ.]
- 2001 — According to Queeney/ Согласно Куини
- 2008 — The Girl in the Polka Dot Dress

### Рассказы
- 1985 — Mum and Mr Armitage
- 1994 — Collected Stories

### Другие произведения
- 1984 — English Journey
- 1987 — Forever England: North and South
- 1993 — Something Happened Yesterday

## Публикации на русском языке
- Мастер Джорджи. Роман. Пер. с англ. Е. Суриц. (Серия «Б-ка Иностранной литературы: Иллюминатор», № 27). — М.: Иностранка, БСГ-Пресс, 2001 г. — 190 с. — ISBN 5-93381-045-2
- Грандиозное приключение. Роман. Пер. с англ. Е. Суриц. (Серия «Премия Букера: избранное») — М.: РОСМЭН-ПРЕСС, 2004. — 207с. — ISBN 5-353-01563-0
- Согласно Куини. Роман. Пер. с англ. Е. Суриц. Вступл. А. Ливерганта. — Иностранная литература, № 12, 2004. с. 3-123

## Признание
Почётный доктор Открытого университета (2001). Получила мемориальная премия имени Джеймса Тейта Блэка за роман Мастер Джорджи; пятикратно номинировалась на Букеровскую премию. Включена в список 50 выдающихся британских писателей второй половины XX века, составленный газетой The Times. Дама-Командор Ордена Британской империи. Несколько её романов были экранизированы.